# Odilon Desmarais
Pour les articles homonymes, voir Desmarais.
Odilon Desmarais (27 février 1854 - 18 mai 1904) est un avocat, procureur et homme politique municipal, provincial et fédéral du Québec.

## Biographie
Né à Joliette dans la région Lanaudière au Canada-Est, Odilon Desmarais commença sa carrière politique en devenant conseiller municipal de la ville de Saint-Hyacinthe pendant deux ans. Il devint ensuite député à l'Assemblée législative du Québec à titre de député libéral de la circonscription de Saint-Hyacinthe lors des élections de 1890. Défait en 1892, il devint à nouveau député en 1896, au niveau fédéral cette fois-ci, en se faisant élire dans la circonscription de Saint-Jacques à titre de député du Parti libéral du Canada. Réélu en 1900, il démissionne en 1902 pour devenir juge à la Cour supérieure du Québec.